# Митрофан (Серёгин)
Епископ Митрофан (в миру Михаил Петрович Серёгин; 7 августа 1972, Пенза) — епископ Русской православной церкви, епископ Сердобский и Спасский.

## Биография
В 1979—1987 годы обучался в средней общеобразовательной школе. В 1987—1990 году обучался в профессионально-техническом училище № 5 г. Пензы.
1 июня 1990 года по благословению архиепископа Пензенского и Саранского Серафима (Тихонова) был принят чтецом и певцом в церковь святителя Митрофана Воронежского в Пенза.
С декабря 1990 по декабрь 1992 года проходил срочную воинскую службу.
10 декабря 1992 года указом архиепископа Серафима назначен псаломщиком Митрофановской церкви города Пензы.
27 декабря 1992 года архиепископом Серафимом рукоположен во диакона и определен в клир Покровского собора Пензы. 11 апреля 1993 года архиепископом Серафимом рукоположен во пресвитера.
29 апреля 1993 года назначен настоятелем Троицкой церкви села Ершово Белинского района Пензенской области. 15 июля того же года указом архиепископа Серафима переведён настоятелем молитвенного дома в честь Рождества Христова рабочего поселка Земетчино и Покровской церкви села Ниловка Земетчинского района.
24 августа 1993 года в Троице-Скановом монастыре села Сканово Наровчатского района архиепископом Серафимом пострижен в монашество с именем Митрофан в честь святителя Митрофана, епископа Воронежского.
В 1996—1999 года обучался в Московской духовной семинарии.
5 мая 1997 года указом архиепископа Серафима назначен наместником вновь открытого Тихвинского Керенского мужского монастыря села Вадинск. 17 июля того же года Священный Синод утвердил открытие монастыря и назначением иеромонаха Митрофана его наместником.
9 июля 1998 года возведён в сан игумена.
За 16 лет служения в обители были полностью восстановлены два храма (третий в стадии восстановления), колокольня с надвратной церковью, братский (на 50 человек) и трапезный корпуса, устроен хозяйственный двор, существует приусадебное хозяйство. Было отреставрировано Тихвинское подворье — Преображенский храм в Пензе (древнейший в городе); устроены кельи для монахов, получены в собственность здание церкви и земля, затем подворье преобразовано в монастырь. Также статус монастыря получило подворье в Нижнем Ломове, где отстроен каменный храм, устроены кельи, установлена купальня над древним источником. В 1999 году при Тихвинском монастыре была организована двухгодичная воскресная школа. В 2001 году открыт краеведческий музей, насчитывающий около 1 000 единиц хранения.
С 2002 по 2008 год выполнял обязанности благочинного 10-го округа и благочинного монастырей Пензенской епархии. Возглавлял монастырский отдел Пензенской епархии.
12 апреля 2012 года в Успенском кафедральном соборе Пензы епископом Пензенским и Кузнецким Вениамином (Зарицким) был возведён в сан архимандрита
После учреждения Сердобской епархии в июле 2012 года назначен её секретарём. 28 декабря 2012 года на епархиальном собрании епархии был избран членом Епархиального совета.
С марта 2013 года — наместник Михайло-Архангельского кафедрального собора города Сердобска.
В 2013 году закончил Киевскую духовную академию.

### Архиерейство
16 июля 2013 года решением Священного Синода избран епископом Сердобским и Спасским.
16 августа того же года в Тронном зале Храме Христа Спасителя состоялось его наречение во епископа, которое возглавил Патриарх Кирилл
19 августа того же года в Спасо-Преображенском соборе Соловецкого монастыря хиротонисан во епископа Сердобского и Спасского. Хиротонию совершили: Патриарх Кирилл, митрополит Саранский и Мордовский Варсонофий (Судаков), митрополит Архангельский и Холмогорский Даниил (Доровских), митрополит Пензенский и Нижнеломовский Вениамин (Зарицкий), архиепископ Сергиево-Посадский Феогност (Гузиков), епископ Солнечногорский Сергий (Чашин), епископ Кузнецкий и Никольский Серафим (Домнин)
19 марта 2014 года решением Священного Синода утверждён в должности священноархимандрита Тихвинского Керенского мужского монастыря в селе Вадинск Пензенской области.
22 октября 2015 года решением Священного Синода утверждён в должности священноархимандрита Сканова Антоние-Феодосиевского пещерного монастыря в селе Сканово.

## Награды
- Орден преподобного Серафима Саровского III степени (7 августа 2022) — во внимание к служению и в связи с отмечаемым юбилеем[8].